# Plakolana obtusa
Plakolana obtusa là một loài chân đều trong họ Cirolanidae. Loài này được Keable miêu tả khoa học năm 1999.